# Station Glaumont
Station Glaumont is een voormalige spoorweghalte langs spoorlijn 166 (Dinant-Bertrix) in de gemeente Bertrix.

## Aantal instappende reizigers
De grafiek en tabel geven het gemiddeld aantal instappende reizigers weer op een week-, zater- en zondag.
| Tabel: aantal instappende reizigers station Glaumont | Tabel: aantal instappende reizigers station Glaumont | Tabel: aantal instappende reizigers station Glaumont | Tabel: aantal instappende reizigers station Glaumont |
|                                                      | Weekdag                                              | Zaterdag                                             | Zondag                                               |
| ---------------------------------------------------- | ---------------------------------------------------- | ---------------------------------------------------- | ---------------------------------------------------- |
| 1977                                                 | 24                                                   | 8                                                    | 5                                                    |
| 1978                                                 | 33                                                   | 10                                                   | 6                                                    |
| 1979                                                 | 19                                                   | 10                                                   | 5                                                    |
| 1980                                                 | 18                                                   | 1                                                    | 2                                                    |
| 1981                                                 | 20                                                   | 3                                                    | 3                                                    |
| 1982                                                 | 19                                                   | 3                                                    | 2                                                    |
| 1983                                                 | 16                                                   | 4                                                    | 2                                                    |

2,2: Anseremme ·
4,7: Walzin ·
7,2: Gendron-Celles ·
10,4: Château d'Ardenne ·
12,2: Houyet ·
17,5: Wiesme ·
22,2: Beauraing ·
25,0: Martouzin ·
27,2: Pondrôme ·
31,3: Thanville ·
35,3: Vonêche ·
37,0: Gedinne ·
45,4: Louette-Saint-Denis ·
49,3: Bièvre ·
51,6: Graide ·
55,2: Carlsbourg ·
56,3: Merny ·
58,2: Paliseul ·
60,3: Nollevaux ·
61,5: Offagne ·
65,2: Glaumont ·
68,3: Burhaimont ·
70,2: Bertrix